# Gorjuše
Gorjuše je naselje u slovenskoj Općini Bohinju. Gorjuše se nalazi u pokrajini Gorenjskoj i statističkoj regiji Gorenjskoj. 

## Stanovništvo
Prema popisu stanovništva iz 2002. godine naselje je imalo 151 stanovnika.